# Wahlenbergia hederacea
Herba perenne, glabra. Talls tendits en una bona part de la seva longitud, de fins a 30 cm. Fulles peciolades amb el limbe de contorn orbicular-reniforme, lleugerament lobulat. Flors solitàries a les axil·les de les fulles, amb pedicels de fins a 1 cm; calic de 5 lòbuls subulats; corol·la acampanada de color blau clar, de fins a 1 cm de llargada, rematada en 5 lòbuls. Fruita en càpsula dehiscent de (2-) 4-5 valvas. Floreix en primavera i estiu.